# Izidor Poljak
Don Izidor Poljak (Bednja, 7. svibnja 1883. – Brčko, BiH, 21. kolovoza 1924. ), svećenik Vrhbosanske nadbiskupije i hrvatski pjesnik.
Završio je Klasičnu gimnaziju u Zagrebu 1903. godine. Bogosloviju je studirao u Sarajevu gdje je i zaređen za svećenika 1907.; bio je kapelan i vjeroučitelj u Sarajevu, od 1914. do 1919. vojni kapelan, a zatim župnik u Bijelom Brdu kraj Dervente i u Boću kraj Brčkoga.
„Pripadao je skupini pisaca okupljenih oko biskupa Antuna Mahnića, oko Luči i Hrvatske prosvjete. Nasljedujući Kranjčevićev stil i harambašićevsku retoričnost, pisao je pjesme pretežito duhovnoga, ali i domoljubnoga i ljubavnoga nadahnuća (Pjesme, 1909.; S Bijelog Brda, 1924.). Jedan je od najboljih pjesnika prvoga naraštaja katoličkoga književnog pokreta. Neke su mu pjesme i uglazbljene, a 1983. objavljene su mu sabrane pjesme.“